# Bis ins Koma
Bis ins Koma ist ein vom cbj-Verlag 2010 herausgegebenes Buch der deutschen Jugendbuchautorin Brigitte Blobel. Das Werk behandelt die familiären Probleme des Schülers und Schauspielers Marvin, der unter einem akuten Alkoholproblem leidet, das sich während des Verlaufes der Geschichte noch verschlimmert, bis dieser in ein Koma fällt.

## Handlung
Marvin, ein 14-jähriger Junge aus Hamburg, wird beim Raufen mit seinen Freunden von einem Scout eines Fernsehsenders entdeckt, der diesen zu einem Casting für eine neue Fernsehsendung einlädt. Schließlich wird Marvin ausgewählt, in der Fernsehsendung mitzuspielen, hierfür bekommt er auch eine Gage. Das Geld, das er für das Schauspielern bekommen hat, gibt er schnell für Alkohol aus. Eines Abends war sein Alkoholkonsum zu hoch, und es tauchen Bilder des letzten Abends von ihm auf, die seine Karriere ernsthaft gefährden, da sie ein unsittliches Verhalten von ihm zeigten. Der Sender will ihm eine zweite Chance geben und darüber hinwegsehen. Doch kurze Zeit später wird sein Alkoholkonsum, bedingt durch Frust, eines Abends so hoch, dass er ins Koma fällt und beinahe stirbt. Von nun an trinkt er keinen Alkohol mehr, außerdem will er Leuten helfen, mit dem Alkoholkonsum aufzuhören.

## Rezeption
Das Buch erhielt überwiegend positive Kritiken. Der Berliner Kurier schrieb dazu:
„Bis ins Koma zeigt die Gefahren des Alkohols, völlig ohne erhobenen Zeigefinger. Ein berührender Jugendroman.“
Die taz schrieb zu dem Buch:
„Brigitte Blobel ist die Grande Dame des realistischen Jugendromans in Deutschland.“

## Ausgaben
- Paperback: Bis ins Koma. cbj Verlag, München 2010, ISBN 978-3-570-13513-6.
- E-Book: ISBN 978-3-641-04853-2.